# Ghyvelde
Ghyvelde är en kommun i departementet Nord i regionen Hauts-de-France i norra Frankrike. Kommunen ligger i kantonen Hondschoote som tillhör arrondissementet Dunkerque. År 2022 hade Ghyvelde 4 126 invånare.

## Befolkningsutveckling
Antalet invånare i kommunen Ghyvelde
| Referens: INSEE |